# Lanouée
Lanouée egykori község Franciaországban, Morbihan megyében. Lanouée Les Forges, La Grée-Saint-Laurent, La Croix-Helléan, Josselin, Guégon és Pleugriffet községekkel volt határos.
2019 január 1-től az akkor létrehozott Forges de Lanouée Új község része.

## Népesség
A település népességének változása:
| Lakosok száma | 1745 | 1769 | 1817 | 1768 | 1754 |
|               | 2013 | 2015 | 2016 | 2017 | 2018 |